# 마셜 벨
마셜 벨(Marshall Bell, 1942년 9월 28일 ~ )은 미국의 배우이다.

## 출연 작품
- 사랑을 위하여 (2020)
- 디렉터스 컷 (2016)
- 더 콩그레스맨 (2015)
- 와플 스트리트 (2015)
- 90 미니츠 인 헤븐 (2015)
- 홈, 제임스 (2014)
- 어 비트 오브 배드 럭 (2014)
- 썸바디 업 데어 라이크 미 (2012)
- 투 더 원더 (2012)
- 불량 변호사 (2011)
- 럼 다이어리 (2011)
- 락 앤 롤 드림스 오브 던칸 크리스토퍼 (2010)
- 브리티페이스 (2010)
- 햄릿 2 (2008)
- 더 파이널 시즌 (2007)
- 애스트로넛 파머 (2007)
- 낸시 드류 (2007)
- 섹스 앤 데스 (2007)
- 룸 6 (2006)
- 레스큐 던 (2006)
- 리틀 체니어 (2006)
- 카포티 (2005)
- 댄더라이언 (2004)
- 노스포크 (2003)
- 아이덴티티 (2003)
- 엘리자베스 헐리의 못말리는 이혼녀 (2002)
- Sand (2000)
- 머시 (2000)
- G Vs E (1999)
- 슬리핑-다운 라이프 (1999, A Slipping-Down Life)
- 바이러스 (1999)
- 폭력의 종말 (1997)
- 브레이브 (1997)
- 스타쉽 트루퍼스 (1997)
- 위험한 진실 (1997)
- 런웨이 원 (1995)
- 폭풍 질주 (1995)
- 페이백 (1995)
- 덴버 (1995)
- 덤보 낙하 작전 (1995)
- 시한폭탄 같은 남자 (1994)
- 러브 화이어 (1994)
- 에어헤드 (1994)
- 햄들의 침묵 (1994)
- 에이리언 마스터 (1994)
- 올리버 스톤의 킬러 (1994)
- 첩보원 가족 (1993)
- 미드나잇 스팅 (1992)
- 도시의 난폭자 (1992)
- 미녀 드라큐라 (1992)
- 레더 자켓 (1992)
- 오스카 (1991)
- 에어 아메리카 (1990)
- 딕 트레이시 (1990)
- 토탈 리콜 (1990)
- 와일드파이어 (1988)
- 죠니 비 굿 (1988)
- 터커 (1988)
- 트윈스 (1988)
- 체리 2000 (1987)
- 노 웨이 아웃 (1987)
- 와이즈가이 (1987)
- 맨헌터 (1986)
- 스탠 바이 미 (1986)
- 천국에서의 6분 (1985)
- 나이트메어 2 - 프레디의 복수 (1985)
- 버디 (1984)

### 텔레비전
- 데드우드 (2004)
- 쉴드: XX 강력반 (2005)
- 하우스 (2005)
- 스타게이트 아틀란티스 (2008)
- 하와이 파이브-0 (2016)